# Jeremy T. Gaudet
Jeremy Gaudet est un acteur québécois né le 26 avril 1993 à Laval (Québec). 
Depuis l'âge de 4 ans, Jeremy fait de la télévision, il a commencé par des publicités pour Sears et Tide.  
En 1998, à l'âge de 5 ans, il a eu son premier rôle principal dans un court métrage nommé Kuprokuo aux côtés d'Alain Zouvi et Maude Guérin.  
Il a joué dans un épisode des Bougons en 2005.
Il a eu des rôles dans les longs métrages suivants : La Mystérieuse Mademoiselle "C" et dans La Rage de L'Ange (2006).  
Il a joué pendant 2 ans (2003-2005) dans la populaire télé-série Vice-Caché. 
Il a tourné dans 4 épisodes de Caméra Café entre 2006 et 2008.  
Dans ses plus récentes publicités, il y a "Nestlé (Nesquick), Vidéotron, Le Gouvernement du Canada et Bell Canada en août 2009.  
Il a joué dans la populaire télé-série Virginie de 2006 à 2008. 
En août 2009, il a fait une apparition comme invité spécial de M. Bernard Fortin dans l'émission Ça s'Branche où sur Z-Télé.
Aujourd'hui, en 2011, Jeremy joue depuis le tout début dans la populaire télé-série Providence.

## Télévision
- Providence Napoléon Lavoie-Lafleur    (2005-2011)

## Sources
- Providence
- Virginie
- « Jeremy T. Gaudet » (présentation), sur l'Internet Movie Database